# مزاحم الخياط
مزاحم قاسم الخياط (11 يونيو 1953) جراح وأكاديمي وسياسي عراقي.

## سيرته
ولد مزاحم قاسم الخياط يوم 11 يونيو (حزيران) 1953 /29 رمضان 1372 في مدينة الموصل بالمملكة العراقية من عائلة موصلية عريقة عمل والده خياطًا وسميت دورة قاسم الخياط لمحل عمل والده في تلك المنطقة وهو الابن السابع لعائلة تتكون من عشرة أفراد وتنحدر بإصولها إلى قبيلة الجحيش العربية في محافظة نينوى. حصل على بكالوريوس طب وجراحة من جامعة الموصل سنة 1977، ودكتوراه زمالة كلية الجراحين الملكية الإيرلندية سنة 1984، ومنح زمالة كلية الجراحين الملكية بلندن سنة 2014، ومنح لقب بروفيسور في الجراحة العامة والمنظارية سنة 2004. وقضى سنة واحدة في حضور الدورات التدريبية في بريطانيا سنة 1993-1994، وعمل أستاذ زائر في مجال الجراحة الناظورية في كينت، بريطانيا.

## مهنته

### الأكاديمية
عمل عميد كلية الطب في جامعة الموصل من 2005 حتى 2010. وأستاذ استشاري في الجراحة العامة والجراحة الناظورية منذ 1993. استاذًا للجراحة في كلية طب بالجامعة الهاشمية 2011-2012. وعيّن رئيسًا لجامعة تكريت من 2012 حتى 2014، ورئيس جامعة نينوى منذ 2014.

شغل منصب عميد كلية الطب بجامعة الموصل بعد ذلك، ومنصب رئيس جامعة تكريت (2012 - 2014) وعمل رئيسًا لجامعة نينوى حتى 9 أغسطس 2020، ثم ترأس الفريق الاستشاري الهندسي المشرف على تطوير جامعة الحمدانية.

شارك في المؤتمرات العديدة وورش العمل في فرنسا، والأردن، والسعودية، وتونس، وسوريا، والعراق، وبريطانيا.

### السياسة
تولى إدارة المحافظة بعد إقالة المحافظ الأسبق نوفل العاكوب إثر حادثة غرق العبّارة في الموصل 2019.
ترأس تحالف «رأي نينوى» وتحالف مع حزب تقدم الذي يرأسه محمد الحلبوسي لخوض الانتخابات التشريعية العراقية 2021. وقد حصل الخيّاط على غالبية الأصوات في الدائرة المترشح فيها.

## حياته الشخصية
تعرّض الخياط لمحاولة اغتيال في أيام استهداف أساتذة جامعة الموصل أثناء توليه منصب عميد كلية الطب عام 2008 وأُصيب بجروح بالغة إثر تلقيه إطلاقات نارية عند خروجه من محل عمله في الكلية، ولكنه نجا منها وعُوفي بعد تلقيه العلاج.
كان رياضيا بالهواية في شبابه، وشارك في كرة القدم والسلة ولعب ضمن منتخب فريق كرة السلة. انتقل للعب مع نادي اليرموك بعد دمجه مع نادي الانتصار ثم انتقل ألى نادي الفتوة. أصبح ضمن تشكيلة فريق جامعة الموصل بكرة السلة وشارك بعددة مباريات وكان أحد الهدافين العشرة الذين سجلوا أعلى النقاط لفرقهم الرياضية حيث سجل 34 نقطة معدل في كل مباراة. شارك في الدورة الرياضية الثانية في البصرة عام 1972. شارك في بطولات أقيمت في حلب السورية عام 1974 وفي بعلبك اللبنانية. أختبر عضوا في الهيئة الإدارية للاتحاد الوطني لطلبة العراق فرع نينوى للفترة 1972 -1976.أصبح عضو المجلس المركزي للاتحاد لغاية عام 1976.[بحاجة لمصدر]

## مؤلفاته
له بحوث كثيرة نشرت في المجلات العراقية العلمية والأكاديمية. من كتبه:
- «أهداف التعليم العالي»، بالاشتراك مع حسيب إلياس حديد، دار الكتب العلمية، 2014 (ردمك 9782745185211)